# Marcela Topor
Marcela Topor (Vászló, 1976. szeptember 8. –) román származású újságírónő, Katalónia 130. elnökének, Carles Puigdemont-nak a felesége.

## Életrajz
Vászlóban, Romániában született, 18 éves korában Jászvásárra, Iași megye székhelyére költözött, ahol egyetemi tanulmányait a Jászvásári Alexandru Ion Cuza Egyetemen, anglisztika szakon kezdte meg. Tanulmányai alatt színtársulati tagként egyebek mellett Franciaországban, Lengyelországban és az Egyesült Államokban turnézott. Ennek során a román kultúra olyan személyiségeivel találkozott, mint Corneliu Porumbio vagy Cristina Flutur.
1998-ban a „Ludic Theatre” színtársulat színésznőjeként érkezett Gironába, a társulat Eugène Ionesco egyik művét mutatta be az 1998-as Gironai Amatőr Színház Nemzetközi Fesztiválon. Ott ismerte meg Carles Puigdemont, akivel később összeházasodtak és két lányuk született. Mindketten a katalán függetlenség hívei.
Már a megjelenésétől irányítja az „El punt Avui” csoporthoz kötődő, angol nyelvű „Catalonia Today” újságot, vezeti a „Catalán connections” televíziós műsort. Ezen tevékenysége során Katalóniában élő külföldiek számára készít angol nyelvű interjúkat, melyeket az „El Punt Avui TV”-ben sugároznak. Folyékonyan beszél románul, katalánul, spanyolul és angolul.